# Nasse (Sven Nordqvist)

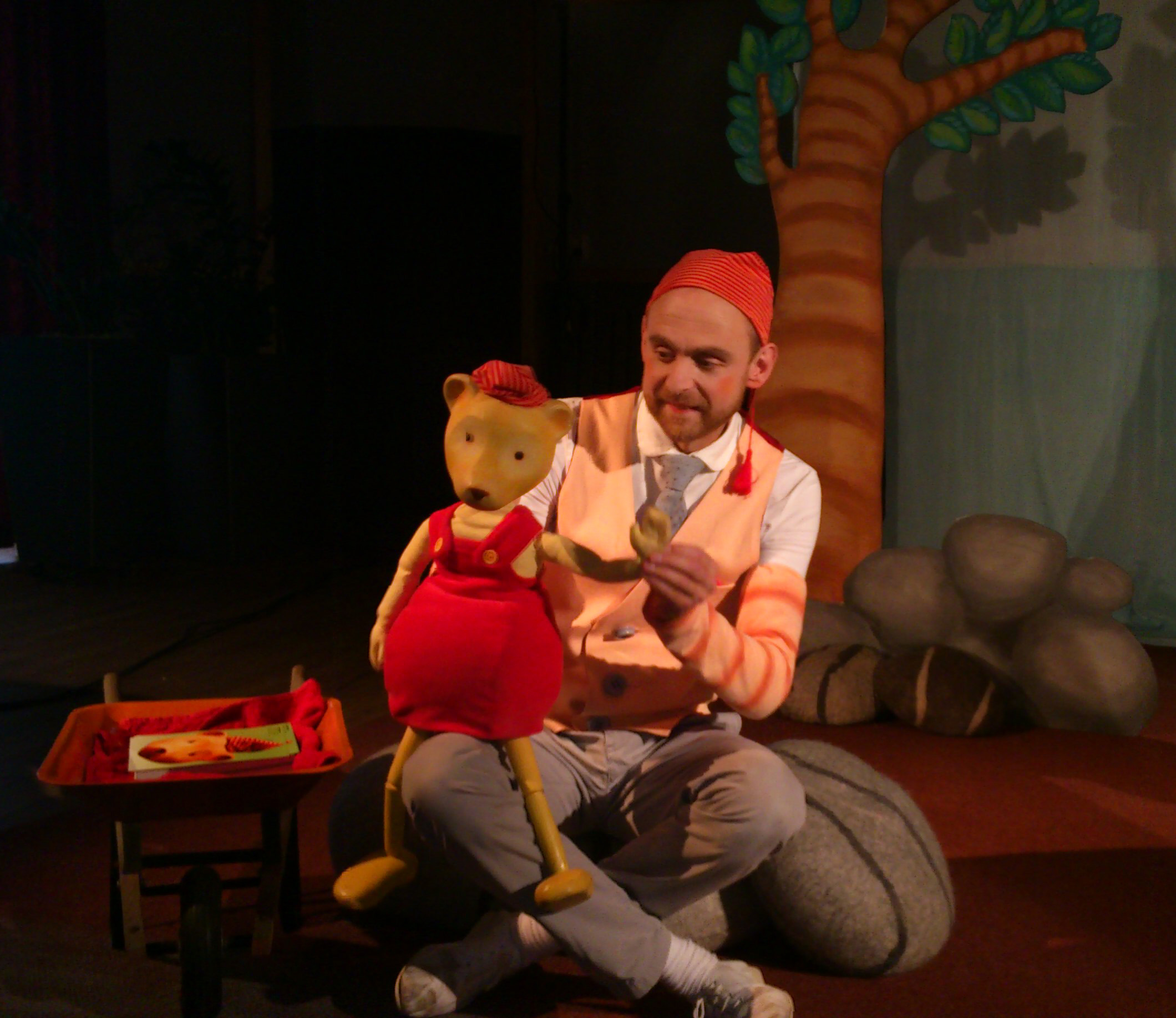
Martin Hasselgren i "Nasse-Musikalen" av Dockteatern Tittut, fritt efter "Nasse hittar en stol" (2014)

Nasse är en tecknad figur, en björn med randig mössa och prickiga byxor, i Sven Nordqvists barnböcker med samma namn. I berättelserna lär sig Nasse vad olika saker är och hur de fungerar. Böckerna har även blivit en 39 avsnitt lång animerad TV-serie, producerad av Happy Life.

## Böcker om Nasse
- 1988 - Nasse hittar en stol
- 1991 - Nasses taxi
- 1996 - Boken om Nasse

## Utmärkelser
1989 tilldelades Sven Nordqvist Elsa Beskow-plaketten för bland annat tecknandet av Nasse.

## Dockteater
Boken "Nasse hittar en stol" har även gjorts om till dockteater som "Nasse-Musikalen" av Dockteatern Tittut med dockspelarna Annika From Borg och Martin Hasselgren.